# Doratulina yeongnamensis
Doratulina yeongnamensis är en insektsart som beskrevs av Kae Kyoung Kwon och Lee 1979. Doratulina yeongnamensis ingår i släktet Doratulina och familjen dvärgstritar. Inga underarter finns listade i Catalogue of Life.